# Pruchnik-Miasto
Pruchnik-Miasto – część miasta Pruchnik w południowo-wschodniej Polsce, w województwie podkarpackim, w powiecie jarosławskim. Pruchnik-Miasto stanowi ścisłe centrum miasta Pruchnik, czyli okolice Rynku i otaczających go ulic. Do 1948 oddzielna jednostka administracyjna.

## Historia
Pruchnik-Miasto stanowił wiejską jednostkę administracyjną na prawach miasteczka od utraty statusu miasta w 1784 roku, odrębną od sąsiedniego Pruchnika-Wsi, który stanowił oddzielną gminę. W II RP gmina jednostkowa w powiecie jarosławskim w woј. lwowskim. W 1934 w nowo utworzonej zbiorowej gminie Pruchnik, gdzie utworzył gromadę, równocześnie tracąc status miasteczka.
Podczas II wojny światowej w gminie Pruchnik w powiecie Jaroslau w dystrykcie krakowskim (Generalne Gubernatorstwo). Liczył wtedy 836 mieszkańców.
Po wojnie znów w powiecie jarosławskim, lecz w nowo utworzonym w województwie rzeszowskim. 10 października 1948 Pruchnik-Miasto zniesiono jako oddzielną gromadę i połączono ze zniesioną gromadą Pruchnik-Wieś w nową gromadę Pruchnik. Tak zmienione nowe granice Pruchnika odpowiadają w przybliżeniu granicom współczesnego miasta Pruchnik (od 2011).